# Aeolosomatidae
Aeolosomatidae (лат.) — семейство кольчатых червей неясного таксономического статуса. Традиционно включались в состав малощетинковых червей. Иногда вместе с семейством Potamodrilidae объединяется в класс Aphanoneura.

## Описание
Имеют короткое тело (от 0,1 до 4—5 мм), уплощённое в дорзо-вентральном направлении, редко цилиндрическое. Сегментация слабая. Простомиум шире тела, покрыт ресничками на вентральной стороне, без придатков. Глаза отсутствуют. На заднем конце простомиума имеется пара бороздок, которые гомологичны нухальным органам многощетинковых червей. Перистомиум в виде хорошо заметного кольца. Число сегментов может доходить до 20. Из стенки тела каждого сегмента выходят по 2 пучка щетинок с каждой стороны (отсутствуют у Rheomorpha neizvestnovae). Щетинки только волосные или, очень редко двузубчатые или пильчатые. В коже присутствуют эпидермальные тельца, окрашенные в красный, оранжевый, жёлтый, зелёный или голубой цвета. Размножаются бесполым путём с помощью паратомии. Половое размножение известно у нескольких представителей родов Aeolosoma и Rheomorpha, при этом все особи являются гермафродитами.

## Распространение и образ жизни
Представители рода Aeolosoma известны со всего света, в то время как Hystricosoma и Rheomorpha — только из Европы. Обитают в пресных водоёмах различных типов, на поверхности грунта и среди водных растений. Некоторые представители встречаются во влажной лесной подстилке. Один вид, Aeolosoma maritimum, описан из морской воды на пляже в Тунисе. Hystricosoma chappuisi обитает на европейских пресноводных раках, таких как широкопалый речной рак. Питаются детритом, засасывая пищевые частицы ротовой присоской на простомиуме.

## Таксономия
Первый известный вид, Aeolosoma hemprichii, был описан немецким учёным Х. Г. Эренбергом в начале XIX века. Позднее Г. М. Р. Левинсен выделил его в отдельное семейство Aeolosomatidae в составе малощетинковых червей. В дальнейшем различные авторы или помещали это семейство в состав малощетинковых или поясковых червей, или выделяли в отдельный таксон Aphanoneura.

### Роды
На август 2023 г. семейство включает три рода:
- Aeolosoma Ehrenberg, 1828
- Hystricosoma Michaelsen, 1926
- Rheomorpha Ruttner-Kolisko, 1955

Некоторые авторы включают род Potamodrilus в состав семейства, признавая Potamodrilidae его младшим синонимом.